# Europees kampioenschap basketbal vrouwen 2007
Het 31e Europees kampioenschap basketbal vrouwen vond plaats van 24 september tot 7 oktober 2007 in Italië. 16 nationale teams speelden in 4 steden om de Europese titel.

## Voorronde
De 16 deelnemende landen zijn onderverdeeld in vier poules van vier landen. De top drie van elke poule plaatsten zich voor de hoofdronde, de nummers 4 zijn uitgeschakeld.

### Groep A
De wedstrijden in deze groep vonden plaats in Vasto.
| Datum        | Land     | Score   | Land     |
| ------------ | -------- | ------- | -------- |
| 24 september | Turkije  | 62 – 73 | Letland  |
| 24 september | Israël   | 43 – 75 | Tsjechië |
| 25 september | Letland  | 77 – 73 | Israël   |
| 25 september | Tsjechië | 86 – 62 | Turkije  |
| 26 september | Israël   | 58 – 70 | Turkije  |
| 26 september | Letland  | 44 – 70 | Tsjechië |

| Groep A |          |             |             |             |            |            |            |        |
| #       | Land     | Wedstrijden | Wedstrijden | Wedstrijden | Doelpunten | Doelpunten | Doelpunten | Punten |
| #       | Land     | G           | W           | V           | V          | T          | Saldo      | Punten |
| 1       | Tsjechië | 3           | 3           | 0           | 231        | 149        | +82        | 6      |
| 2       | Letland  | 3           | 2           | 1           | 194        | 205        | -11        | 5      |
| 3       | Turkije  | 3           | 1           | 2           | 194        | 217        | -23        | 4      |
| 4       | Israël   | 3           | 0           | 3           | 174        | 222        | -48        | 3      |

### Groep B
De wedstrijden in deze groep vonden plaats in Lanciano.
| Datum        | Land      | Score   | Land      |
| ------------ | --------- | ------- | --------- |
| 24 september | Roemenië  | 78 – 85 | Duitsland |
| 24 september | België    | 68 – 53 | Litouwen  |
| 25 september | Duitsland | 53 – 61 | België    |
| 25 september | Litouwen  | 67 – 50 | Roemenië  |
| 26 september | België    | 74 – 71 | Roemenië  |
| 26 september | Duitsland | 57 – 71 | Litouwen  |

| Groep B |           |             |             |             |            |            |            |        |
| #       | Land      | Wedstrijden | Wedstrijden | Wedstrijden | Doelpunten | Doelpunten | Doelpunten | Punten |
| #       | Land      | G           | W           | V           | V          | T          | Saldo      | Punten |
| 1       | België    | 3           | 3           | 0           | 203        | 177        | +26        | 6      |
| 2       | Litouwen  | 3           | 2           | 1           | 191        | 175        | +16        | 5      |
| 3       | Duitsland | 3           | 1           | 2           | 195        | 210        | -15        | 4      |
| 4       | Roemenië  | 3           | 0           | 3           | 199        | 226        | -27        | 3      |

### Groep C
De wedstrijden in deze groep vonden plaats in Chieti.
| Datum        | Land        | Score   | Land        |
| ------------ | ----------- | ------- | ----------- |
| 24 september | Italië      | 55 – 60 | Rusland     |
| 24 september | Frankrijk   | 58 – 50 | Griekenland |
| 25 september | Griekenland | 55 – 65 | Italië      |
| 25 september | Rusland     | 63 – 59 | Frankrijk   |
| 26 september | Italië      | 48 – 64 | Frankrijk   |
| 26 september | Griekenland | 47 – 86 | Rusland     |

| Groep C |             |             |             |             |            |            |            |        |
| #       | Land        | Wedstrijden | Wedstrijden | Wedstrijden | Doelpunten | Doelpunten | Doelpunten | Punten |
| #       | Land        | G           | W           | V           | V          | T          | Saldo      | Punten |
| 1       | Rusland     | 3           | 3           | 0           | 209        | 161        | +48        | 6      |
| 2       | Frankrijk   | 3           | 2           | 1           | 181        | 161        | +20        | 5      |
| 3       | Italië      | 3           | 1           | 2           | 168        | 179        | -11        | 4      |
| 4       | Griekenland | 3           | 0           | 3           | 152        | 209        | -57        | 3      |

### Groep D
De wedstrijden in deze groep vonden plaats in Ortona.
| Datum        | Land        | Score   | Land        |
| ------------ | ----------- | ------- | ----------- |
| 24 september | Wit-Rusland | 62 – 76 | Spanje      |
| 24 september | Servië      | 88 – 70 | Kroatië     |
| 25 september | Kroatië     | 66 – 92 | Wit-Rusland |
| 25 september | Spanje      | 79 – 76 | Servië      |
| 26 september | Wit-Rusland | 79 – 53 | Servië      |
| 26 september | Kroatië     | 52 – 63 | Spanje      |

| Groep D |             |             |             |             |            |            |            |        |
| #       | Land        | Wedstrijden | Wedstrijden | Wedstrijden | Doelpunten | Doelpunten | Doelpunten | Punten |
| #       | Land        | G           | W           | V           | V          | T          | Saldo      | Punten |
| 1       | Spanje      | 3           | 3           | 0           | 218        | 190        | +28        | 6      |
| 2       | Wit-Rusland | 3           | 2           | 1           | 233        | 195        | +38        | 5      |
| 3       | Servië      | 3           | 1           | 2           | 217        | 228        | -11        | 4      |
| 4       | Kroatië     | 3           | 0           | 3           | 188        | 243        | -55        | 3      |

## Hoofdronde
De wedstrijden in de hoofdronde werden gespeeld in twee poules van zes teams. Onderlinge resultaten uit de voorronde telden mee voor de hoofdronde. De beste vier landen uit elke poule gaan door naar de kwartfinales. De overige landen zijn uitgeschakeld.

### Groep E
De wedstrijden in deze groep vonden plaats in Vasto.
| Datum        | Land      | Score   | Land      |
| ------------ | --------- | ------- | --------- |
| 28 september | Turkije   | 63 – 85 | België    |
| 28 september | Litouwen  | 46 – 76 | Letland   |
| 28 september | Duitsland | 54 – 47 | Tsjechië  |
| 30 september | Duitsland | 63 – 76 | Turkije   |
| 30 september | Tsjechië  | 75 – 67 | Litouwen  |
| 30 september | Letland   | 69 – 66 | België    |
| 2 oktober    | Litouwen  | 67 – 61 | Turkije   |
| 2 oktober    | België    | 70 – 72 | Tsjechië  |
| 2 oktober    | Letland   | 60 – 47 | Duitsland |

| Groep E |           |             |             |             |            |            |            |        |
| #       | Land      | Wedstrijden | Wedstrijden | Wedstrijden | Doelpunten | Doelpunten | Doelpunten | Punten |
| #       | Land      | G           | W           | V           | V          | T          | Saldo      | Punten |
| 1       | Tsjechië  | 5           | 4           | 1           | 350        | 297        | +53        | 9      |
| 2       | Letland   | 5           | 4           | 1           | 322        | 291        | +31        | 9      |
| 3       | België    | 5           | 3           | 2           | 350        | 310        | +40        | 8      |
| 4       | Litouwen  | 5           | 2           | 3           | 304        | 337        | -33        | 7      |
| 5       | Turkije   | 5           | 1           | 4           | 324        | 374        | -50        | 6      |
| 6       | Duitsland | 5           | 1           | 4           | 274        | 315        | -41        | 6      |

### Groep F
De wedstrijden in deze groep vonden plaats in Ortona.
| Datum        | Land        | Score   | Land        |
| ------------ | ----------- | ------- | ----------- |
| 29 september | Italië      | 64 – 79 | Spanje      |
| 29 september | Servië      | 67 – 65 | Rusland     |
| 29 september | Wit-Rusland | 60 – 72 | Frankrijk   |
| 1 oktober    | Servië      | 43 – 64 | Italië      |
| 1 oktober    | Rusland     | 87 – 73 | Wit-Rusland |
| 1 oktober    | Frankrijk   | 53 – 63 | Spanje      |
| 3 oktober    | Wit-Rusland | 66 – 51 | Italië      |
| 3 oktober    | Spanje      | 49 – 64 | Rusland     |
| 3 oktober    | Frankrijk   | 68 – 60 | Servië      |

| Groep F |             |             |             |             |            |            |            |        |
| #       | Land        | Wedstrijden | Wedstrijden | Wedstrijden | Doelpunten | Doelpunten | Doelpunten | Punten |
| #       | Land        | G           | W           | V           | V          | T          | Saldo      | Punten |
| 1       | Rusland     | 5           | 4           | 1           | 339        | 303        | +36        | 9      |
| 2       | Spanje      | 5           | 4           | 1           | 346        | 319        | +27        | 9      |
| 3       | Frankrijk   | 5           | 3           | 2           | 316        | 294        | +22        | 8      |
| 4       | Wit-Rusland | 5           | 2           | 3           | 340        | 339        | +1         | 7      |
| 5       | Italië      | 5           | 1           | 4           | 282        | 312        | -30        | 6      |
| 6       | Servië      | 5           | 1           | 4           | 299        | 355        | -56        | 6      |

## Kwartfinales
Deze wedstrijden zijn gespeeld Chieti.
| Datum     | Land     | Score   | Land        |
| --------- | -------- | ------- | ----------- |
| 4 oktober | Letland  | 66 – 62 | Frankrijk   |
| 4 oktober | Tsjechië | 46 – 52 | Wit-Rusland |
| 5 oktober | Litouwen | 58 – 75 | Rusland     |
| 5 oktober | België   | 53 – 72 | Spanje      |

## Plaatsingswedstrijden
Deze wedstrijden zijn gespeeld Chieti.
| Datum                 | Land      | Score   | Land      |
| --------------------- | --------- | ------- | --------- |
| 6 oktober             | Frankrijk | 65 – 67 | Litouwen  |
| 6 oktober             | Tsjechië  | 75 – 50 | België    |
| 7 oktober (7e plaats) | België    | 72 – 63 | Frankrijk |
| 7 oktober (5e plaats) | Tsjechië  | 93 – 54 | Litouwen  |

## Halve finales
Deze wedstrijden zijn gespeeld Chieti.
| Datum     | Land        | Score   | Land    |
| --------- | ----------- | ------- | ------- |
| 6 oktober | Letland     | 36 – 67 | Rusland |
| 6 oktober | Wit-Rusland | 54 – 70 | Spanje  |

## Bronzen finale
Deze wedstrijd is gespeeld in Chieti.
| Datum     | Land        | Score   | Land    |
| --------- | ----------- | ------- | ------- |
| 7 oktober | Wit-Rusland | 72 – 63 | Letland |

## Finale
Deze wedstrijd is gespeeld in Chieti.
| Datum     | Land   | Score   | Land    |
| --------- | ------ | ------- | ------- |
| 7 oktober | Spanje | 68 – 74 | Rusland |

## Eindrangschikking
| Goud   | Rusland     |
| Zilver | Spanje      |
| Brons  | Wit-Rusland |
| 4      | Letland     |
| 5      | Tsjechië    |
| 6      | Litouwen    |
| 7      | België      |
| 8      | Frankrijk   |

| 9  | Italië      |
| 9  | Turkije     |
| 11 | Duitsland   |
| 11 | Servië      |
| 13 | Griekenland |
| 13 | Israël      |
| 13 | Kroatië     |
| 13 | Roemenië    |

## Individuele prijzen

### MVP (Meest Waardevolle Speler)
- Amaya Valdemoro

### All-Star Team
- Amaya Valdemoro
- Anete Jēkabsone-Žogota
- Natallja Martsjanka
- Maria Stepanova
- Olga Artesjina

1938 · 
1950 · 
1952 · 
1954 · 
1956 · 
1958 · 
1960 · 
1962 · 
1964 · 
1966 · 
1968 · 
1970 · 
1972 · 
1974 · 
1976 · 
1978 · 
1980 · 
1981 · 
1983 · 
1985 · 
1987 · 
1989 · 
1991 · 
1993 · 
1995 · 
1997 · 
1999 · 
2001 · 
2003 · 
2005 · 
2007 · 
2009 · 
2011 · 
2013 · 
2015 · 
2017 · 
2019 · 
2021 · 
2023